# 尼爾 (阿爾達比勒省)
尼爾是伊朗的城市，位於該國西北部，由阿爾達比勒省負責管轄，距離首府阿爾達比勒31公里，2006年人口4,818，居民大多是什葉派，主要使用阿塞拜疆語。